# エイサ・ハッチンソン
ウィリアム・エイサ・ハッチンソン2世（William Asa Hutchinson II, 1950年12月3日 - ）はアメリカ合衆国の事業家・弁護士・政治家。所属政党は共和党。第46代アーカンソー州知事を2期8年務めた。
2006年のアーカンソー州知事選挙において共和党候補として立候補したが、民主党候補のマイク・ビーブに敗退。2014年に再度立候補し、今度はマイク・ロスを破って当選。2018年の知事選でも投票の3分の2近くを集め圧勝した。
兄のティム・ハッチンソンも共和党所属の政治家である。

## 生い立ちと法曹界での経歴
1950年12月3日にアーカンソー州ベントンビルにてコーラル・ヴァージニア・ハッチンソンとジョン・マルコム・ハッチンソンの元に誕生する。1972年にボブ・ジョーンズ大学を会計学の学位で卒業し、75年にアーカンソー大学のロー・スクールを卒業し、ジュリス・ドクターを取得した。その後、フォートスミスを拠点に弁護士として21年間務め、100位上の訴訟を扱った。
1982年、アーカンソー州西部連邦地方裁判所の連邦検事に就任。31歳での就任は当時の全米最年少であった。在任中には、白人至上主義テロ組織CSAの裁判で勝訴を勝ち取った。この裁判において、彼は防弾チョッキを着て直接平和的解決に向けて交渉をした。
連邦検事在職中、彼は犯罪捜査の厳しさで知られていた。

## 事業家としての経歴
2005年初め、ハッチンソンは2人のビジネスパートナーと共に自らのコンサルティングファームであるハッチンソン・グループLLCをリトルロックに設立。同年中にワシントンD.C.に拠点を置く警備会社と1年契約を締結し、ホームセキュリティ事業の実施を担った。その後、ハッチンソン自身が州知事選に専念するため契約は1年で終了。しかし、2007年には再び同じ警備会社に参加した。
2006年6月、ハッチンソンが、自身の関わるフォートレス・アメリカ・アクィジション社に対して2,800米ドルの投資を行ったことを、地元紙アーカンソー・デモクラット・ガジェット紙が報じた。株式公開後の同社の市場価値は100万ドル以上と見積もられている。同じ報道では、ハッチンソンがこの株式を2年間に渡って動かせないことも報じられた。同社の創立シェアホルダーには、彼の他にメリーランド州選出の連邦下院議員トム・マクミレン、オクラホマ州選出の元連邦上院議員ドン・ニックルズ、元CIA長官ジェームズ・ウースレーなどが含まれている。
この報道の1ヶ月前の5月4日、彼は州知事選立候補のために自身の財産を開示していた。しかし、この財産開示には先述のフォートレス・アメリカ社の20万株（100万ドル相当）が記載されていなかった。この点についてメディアから質問を受けた際、彼は「単なる見落としである。」と述べ、その翌日に修正した財産報告を提出した。

## 政治家としての経歴
1986年、ハッチンソンは連邦上院議員選挙に出馬し、現職の民主党候補デール・バンパーズと争った。この年は文字通り民主党の年であり、ハッチンソンは6年前の1980年に共和党候補ウィアム・P・"ビル"・クラークが得た得票数すら得ることができずに惨敗した。
1990年にはアーカンソー州の司法長官の職を民主党候補ウィンソン・ブライアントと争い、再び敗退した。しかし、今回は僅差であった。
1990年の司法長官選挙で敗退したのち、彼はアーカンソー州共和党の共同会長をシェフィールド・ネルソンと共に5年間務めた。在任中、彼は州政府に対して投票所を増設するように要請し、より多くの共和党支持者が投票できるようにし、それによって共和党組織の発展に貢献した。
彼は1992年の連邦上院議員選に出馬すると考えられていたが、その立候補はマイク・ハッカビーに譲った。しかし、ハッカビーも民主党候補バンパーズに敗退した。

### 連邦下院議員としての実績

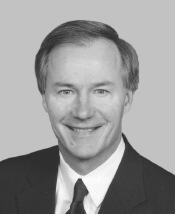
第105代下院議員写真

共和党議員のジョン・ポール・ハマーシュミディが引退した1992年の連邦下院議員選挙において、弟のティム・ハッチンソンがアーカンソー州第3選挙区において当選した。しかし、弟のティムは民主党候補デイビッド・プライアーが引退した連邦上院議員選挙に出馬するため、1996年の連邦下院議員選挙には出馬しなかった。
弟のティムが出馬しなかったことにより、当初アーカンソー州下院議員選挙に出馬する予定であったアサ・ハッチンソンが連邦下院議員選挙に出馬。民主党候補であり、ビル・クリントン、ヒラリー・クリントン夫妻の長年の友人であるアン・ヘンリーを破って初当選した。ヘンリーは選挙戦における資金力でハッチンソンを上回っていたが、共和党寄りの民意と弟のティムの存在もあり、最終的にはアサが55％の得票を獲得した。弟ティムも上院議員選挙に勝利し、1期6年を務めた。
1998年の連邦下院議員選挙では得票率80％を獲得して圧勝。2000年選挙では無投票当選となった。
在任中、彼は特にメタンフェタミンなど違法薬物の厳重な取り締まりを主導した。また、1998年に発生した「モニカ・ルインスキー事件」では、大統領ビル・クリントンの訴追を担当した。1999年には、クリストファー・シェイズらが提出した財政法案に対する対案を提出した。原案では、適法な第三者機関によるテレビコマーシャルを禁止しようとしており、ハッチンソンは「行き過ぎだ」と批判した。また、ジョン・マケインやラス・ファインゴールドとも協力した。
また彼は、警察の権力濫用を防止し、警察が犯罪捜査に少しでも関係しているという疑いがあれば私有財産を押収することを防ぐことを目的とした民間資産没収改革法案を修正しようとしたが、失敗した。真偽のほどは定かではないが、彼の修正案によって警察はより多くの利益を麻薬から得られることになっていた。

### 麻薬取締局での実績

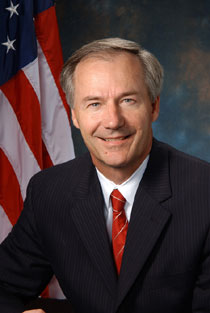
国土安全保障次官時代のハッチンソン

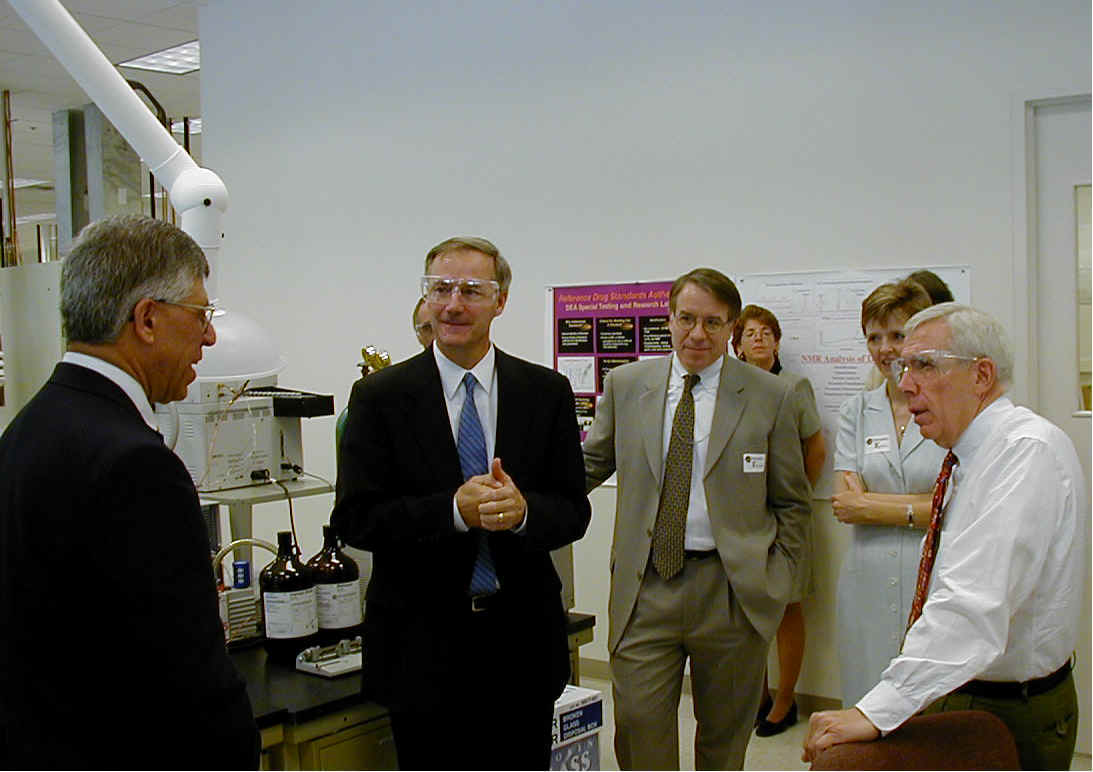
連邦下院議員フランク・ウォルフとともにヴァージニア州北部の麻薬検査施設を視察するハッチンソン（2001年）

ジョージ・W・ブッシュが大統領に就任した2001年、ハッチンソンは麻薬取締局長官に任命された。これについてワシントン・ポストのコラムニストデイヴィッド・ブローダーは彼を称賛し、以下のように書いた。「アーカンソー州選出の元連邦下院議員アサ・ハッチンソンに対するかつての同僚からの高評価は、1998年1月に連邦上院で実施された彼を麻薬取締局長官として承認する投票で実証された。さらに、連邦下院司法委員会民主党筆頭委員で、クリントン大統領の弾劾では激しく対立したジョン・コニャーズも連邦上院司法委員会で彼を称賛した。ハッチンソンがクリントンの弾劾における急先鋒であったのにもかかわらずである。連邦下院在任4年半において、彼は思慮深い共和党議員として数え切れないほどの名声を得、コニャーズや連邦上院司法委員会委員長のパトリック・リーヒなどの自由主義者からも称賛を受けた。」
麻薬取締局長官在任中、彼は同局の役割と資産配分の再評価を促し、旧来の薬物規制に必要以上の資金が投入されていると結論付けた。そして、田舎におけるメタンフェタミンや若者の間に蔓延するMDMA、デートレイプドラッグなどの新しい種類の薬物に注力するように方向付けた。また、薬物予防や依存症治療に対してより多くの国家予算を配分するよう議会に働きかけた。特に薬物治療裁判所の活用に注力し、比較的軽度の薬物犯が依存症を克服できるよう適切な治療を受けられるようにした。
一方で、在任中の2年間、彼は医療大麻に対しても厳しい措置を取り、数多くの医療大麻施設に対して捜査を行なった。しかし、2011年には彼はアーカンソー大学での討論において医療大麻の使用を容認する見解を示し、次のように述べた。「もし医師がある患者に対して特定の薬物が必要であると言うのなら、患者はそれを使用するべきである。」

### 国土安全保障省での実績
2002年11月、アメリカ同時多発テロ事件を未然に防げなかった反省を踏まえ、国土安全保障省（DHS）が設立された。そして、ハッチンソンは国土安全保障次官として職員11万人を有する同省最大部門「国境警備及び運輸保安部門」の責任者に指名され、2003年1月23日に上院で全会一致で承認された。その後、彼がアーカンソー州知事選に出馬した際、反対勢力は彼が移民問題を誤った方向へ導いたとして批判した。その批判は主に、彼が不法移民を取り締まる国境警備隊の権限を制限し、一方で移民・関税執行局に国内の不法滞在者を排除する唯一の権限を付与したことに対してであった。
国土安全保障次官在任時、ハッチンソンは国境管理を強化する一方で、犯罪歴のない不法移民に対してより多くの就労機会を提供しようというブッシュ大統領の提案を支持した。そして、2004年9月には「国外追放への恐怖をなくすことがメリットになる。」と述べた。また上院における質問に対しては次のように答弁した。「移住証明書を持っていない外国人は、眠れない夜を過ごし、毎日仕事に出かけることができず、一日の終わりに家に戻れるかどうかわからないと述べている。」また、米国内に推定1,200万人以上いるとされる不法移民全員を国外追放するために必要な資源を投入する用意は、アメリカ国民にはないとも述べた。同じ答弁において、彼は移民政策について議論するのであればまず移民法と国境管理の強化から始めるべきであることを強調し、次のように主張した。「テロとの戦いで効果を上げるには、まず国境の安全を確保するという命題から始めなければならない。」
ハッチンソンは大統領の臨時就労許可案に賛同しつつも、安全保障の強化が最優先であると主張した。
この（不法移民という）巨大な問題に対処する必要不可欠な要素は次の通りである。（1）国境管理の人員を増やし、その技術向上に予算を振り分けること（2）この国において不法移民が職を得ることをより困難にすること（3）この国において需要のある業種に限って移民労働者が就労できる実行可能で実用的な方法を提供すること。これら3つが確立されて初めて既にこの国で暮らしている800万人の違法労働者に対して一時的な法的地位を与えることについて話し合うことができる。これほど多くの人々が、一般的な社会との繋がりや身元証明のないまま匿名で生活し働くことを許すことは、安全保障上の重大な脆弱性となる。これこそ、テロリスト達が望むことだ。加えて、どのような法的地位も一時的なものであるべきで、その目的は不法移民者が母国に帰れるようにすることだ。
2005年3月、彼は国土安全保障次官を辞任した。

### 私設タスクフォースへの参加

#### グアンタナモ問題の解決
2010年12月、ハッチンソンは、重大な憲法問題についての超党派での共通見解を構築することを目的としたシンクタンク「コンスティテューション・プロジェクト」に参加し、グアンタナモ湾収容キャンプについての問題解決に携わることを受諾した。彼はAP通信の取材に対してこう述べた。「国家の安全保障とテロとの戦争のためにあの収容キャンプの存在はある程度重要である。」

#### NRA「全米学校保安イニシアチヴ」タスクフォース
2012年に発生したサンディフック小学校銃乱射事件を受け、全米ライフル協会（NRA）は保安についての専門家を集めてタスクフォースを結成し、法令強化や学校警備について検討を始めた。同タスクフォースの目標は、学校の保安という問題に取り組む現代的な計画を策定し、同じような銃乱射事件を防ぐことである。ハッチンソンはこのタスクフォースのリーダーを務めた。
2013年4月2日、ハッチンソンは全米記者クラブで開催された会議において、全米学校保安計画を発表した。
また同日、MSNBCのテレビ番組The Last Word with Lawrence O'Donnell に登場し、同計画について議論した。

### アーカンソー州知事として

#### 1度目の出馬

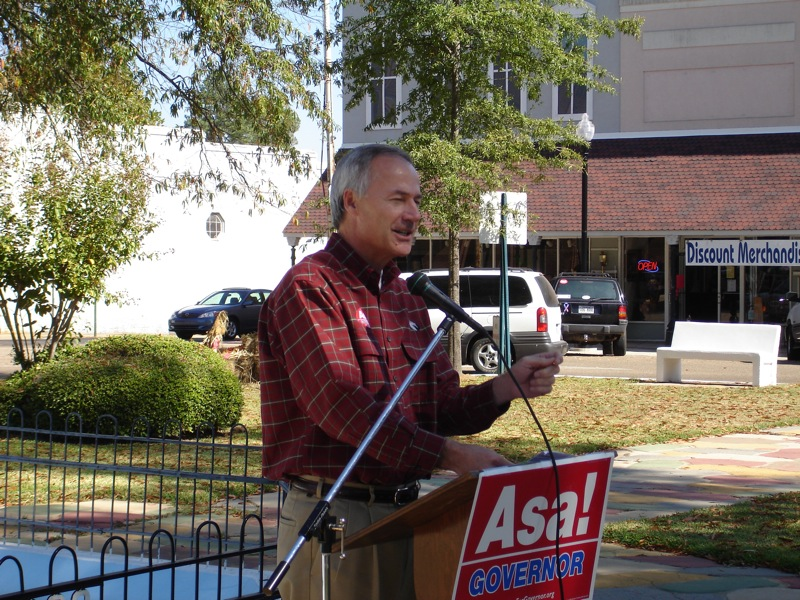
2006年知事選におけるハッチンソン

アーカンソー州に戻ってすぐ、ハッチンソンは2006年のアーカンソー州知事選への出馬を表明した。当初、同州副知事を3期務めたウィントップ・ポール・ロックフェラーと共和党候補を巡る予備選挙を戦う予定であった。しかし、ロックフェラーが血液系の病気で死亡したため、予備選挙なしでハッチンソンの出馬が決定した。しかし、この年の選挙では民主党候補でアーカンソー州検事総長のマイク・ビーブに敗れた。

#### 当選
2014年に実施されたアーカンソー州知事選挙において、共和党候補として出馬。州下院議長デイビー・カーターの支援を受けた。2014年11月4日、民主党候補マイク・ロスを破り、アーカンソー州知事に当選した。

#### 再選
2018年11月6日に行われた州知事選で再選を果たした。

#### 在任期間
2015年1月13日から職務を開始した。

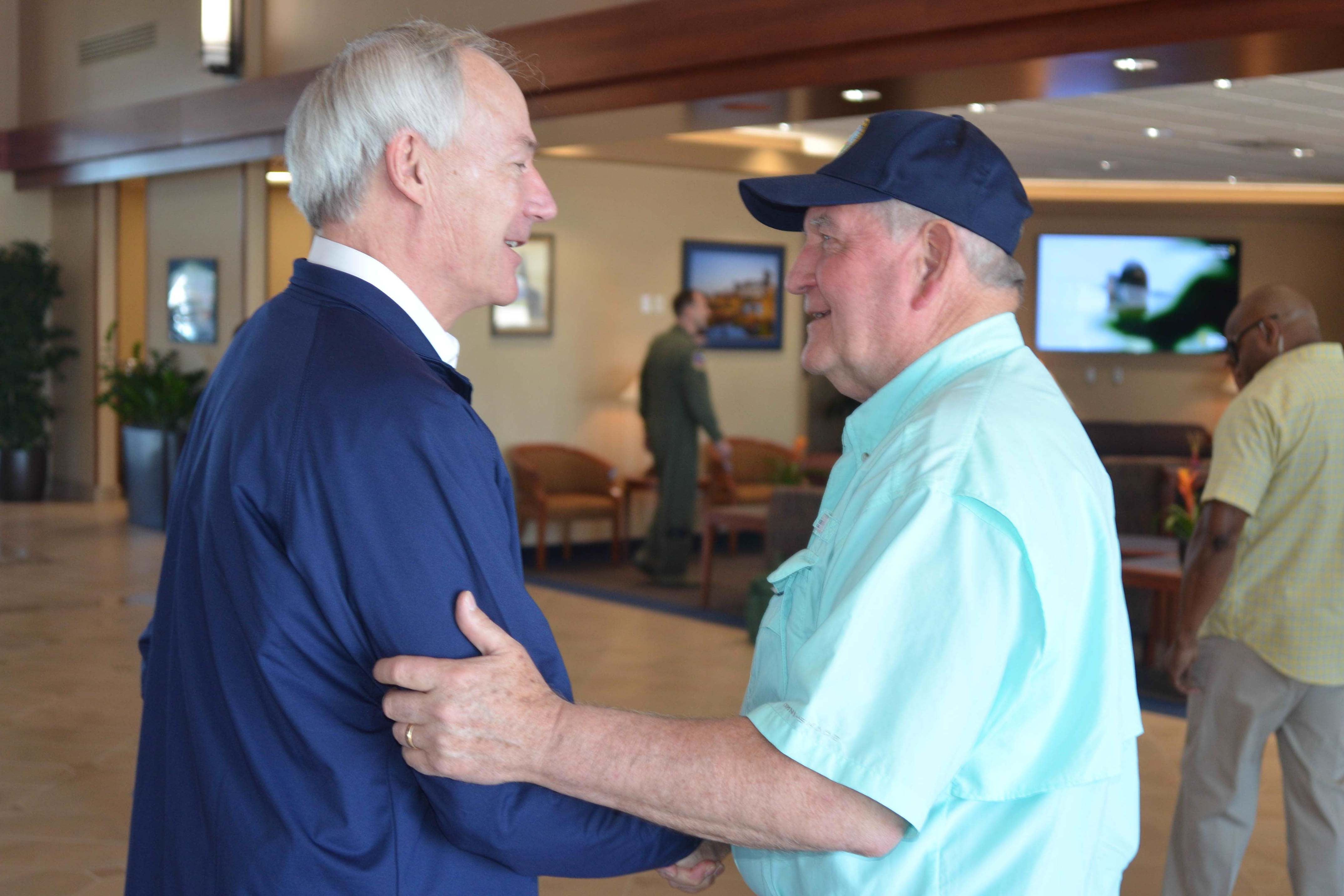
農務長官ソニー・パーデューと挨拶を交わすハッチンソン（2017年）

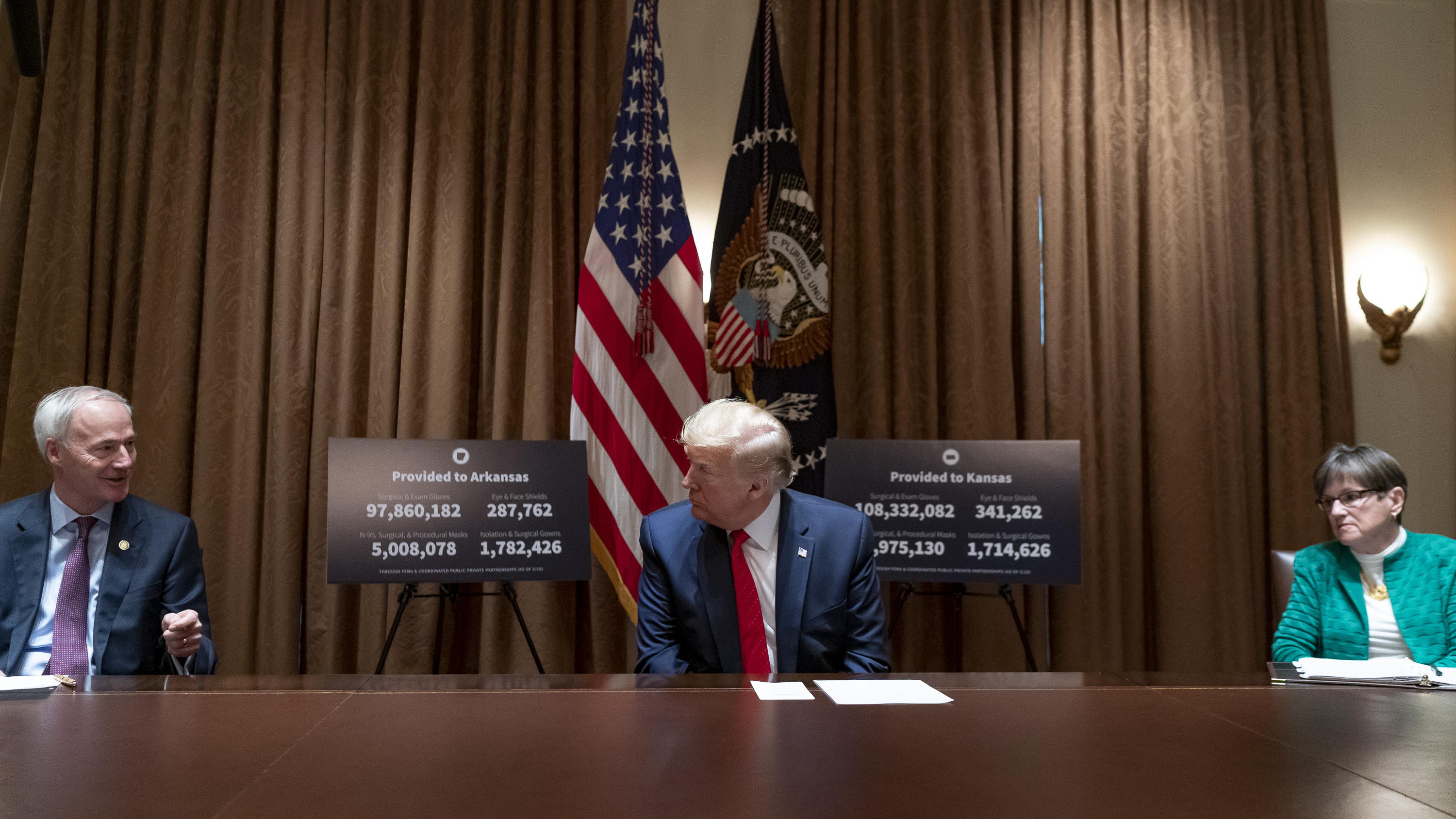
大統領ドナルド・トランプ、ローラ・ケリーと会談するハッチンソン（2020年）

2015年11月に発生したパリ同時多発テロ事件を受け、同月16日にシリア難民の受け入れを拒否するべきだと述べた。
また、2017年4月に死刑執行用の薬物の一種であるミダゾラムの供給が期限を迎えることを受け、11日間で8名という非常にタイトなスケジュールでの死刑執行を認めた。なお、同州では2005年以来の死刑執行であった。
また、メディケイドの受給者に対する勤務要請を発し、結果として2018年12月までにおよそ1万7千名が保険の対象外とされた。
2019年2月、ハッチンソンは中絶を違法とする法案に署名した。

### 2024年大統領選挙
州知事退任後の2023年4月2日、2024年大統領選挙への立候補を表明。選挙戦では共和党候補指名の最有力候補だったドナルド・トランプ前大統領を批判したが支持は低迷し、同年9月に開催された共和党候補者による第2回討論会には参加する資格を得られなかった。2024年1月15日にアイオワ州で行われた共和党予備選挙では票数は全体で6位、代議員は一人も獲得できず、翌16日に選挙戦からの撤退を表明した。

## 家族関係
兄のティム・ハッチンソンも政治家であり、1997年から2003年まで連邦上院議員を1期務めた。彼は再選を目指していたが、2002年選挙では民主党候補のマーク・プライアーに敗れた。ハッチンソン兄弟は共にサウスカロライナ州グリーンビルにあるボブ・ジョーンズ大学の卒業生である。また、ティムの子供であり、甥にあたる双子のジェレミー・ハッチンソン、ティモシー・チャド・ハッチンソン兄弟も政治家であり、アーカンソー州下院議員を務めている。また、姉のマリレアと結婚したキム・ヘンドレンも元アーカンソー州上院議員である。また、同州上院議員ジム・ヘンドレンは甥にあたる。息子のエイサ・ハッチンソン3世は交通違反で複数回の逮捕歴がある。